# Bifrontia
Bifrontia — рід грибів. Назва вперше опублікована 1872 року.

## Класифікація
До роду Bifrontia відносять 2 види:
- Bifrontia compactior
- Bifrontia laxa